# Rodendries

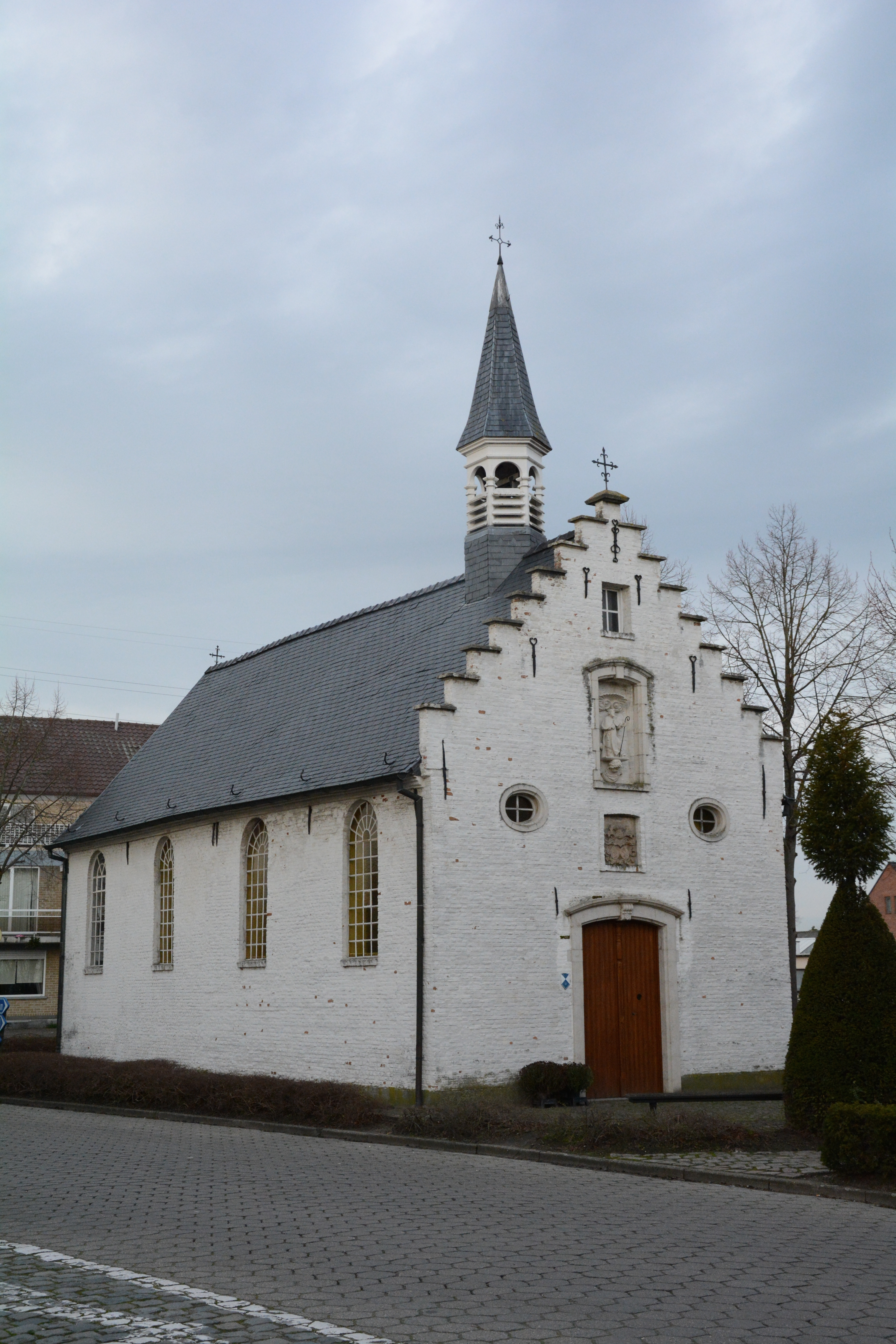
Sint-Antoniuskapel te Rodendries

Rodendries is een gehucht van de Oost-Vlaamse plaats Waasmunster.
Dit gehucht ligt geïsoleerd van de kern van Waasmunster, en wel ten zuiden van de huidige bedding van de Durme. Het ligt echter ten noorden van de Oude Durme, die tot de jaren '30 van de 20e eeuw de hoofdstroom van de Durme vormde.
Het gehucht vormt een knooppunt van wegen die leiden naar Waasmunster, Sint-Anna en Zogge. De dries vormde in de 15e eeuw het centrum van de heerlijkheid Ten Rode, waar zich ook het Hof ten Roden bevond.
Al in de 17e eeuw was de dries omringd door boerderijen en lage woningen. Op de dries bevindt zich de Sint-Antoniuskapel.